# Nina Sag
Nina Sag (Mato Grosso, 1985 ou 1986) é uma professora de línguas e garota de programa conhecida por ser a porta-voz da Fatal Model, uma plataforma de anúncios de acompanhantes.

## Biografia
Nina Sag é graduada em Letras pela Universidade do Estado de Mato Grosso e trabalhava como professora de português e espanhol para alunos do ensino médio. Ela foi casada por dez anos e teve uma filha. De acordo com Nina, ela era "(...) a típica mulher tradicional". Em 2016, após seu divórcio, começou a trabalhar com prostituição, por razões financeiras, e, a partir de 2017, passou a anunciar seus serviços na plataforma de acompanhantes Fatal Model. Em 2020, tornou-se colunista do blog da empresa e, em seguida,  diretora de comunicação da plataforma.
Sag foi importante na consolidação do patrocínio da Fatal Model a times de futebol, como o Vitória, de Salvador. A plataforma também participou de um pool de patrocinadores oficiais dos campeonatos do Rio de Janeiro e do Rio Grande do Sul, em 2024, veiculando seus anúncios nos estádios. Como esses anúncios foram colocados em locais visíveis por crianças, o Ministério da Justiça, "em atenção especial às situações de vulnerabilidade de crianças e adolescentes e em respeito à sua proteção constitucional e ao Estatuto da Criança e do Adolescente", convocou o representante legal do Estádio Olímpico Nilton Santos ("Engenhão"), no Rio de Janeiro, para dar explicações sobre a exibição de propaganda do site de acompanhantes no estádio.